# Piscine d'Algarrobo
La piscine d'Algarrobo, dite « piscine XXL », est la 2eme plus grande piscine du monde, derrière celle du complexe balnéaire Star City de Sharm el Sheik en Egypte.
Elle est située dans la station balnéaire d'Algarrobo, au centre du Chili, dans la région de Valparaiso, séparée d'une centaine de mètres des eaux froides de l'océan Pacifique par la plage de San Alfonso del Mar.

## Description
Bordée de quelques palmiers, séparée de la mer par la plage, et surplombée par les onze immeubles du complexe résidentiel San Alfonso del Mar, la piscine, réservée aux seuls habitants de la côte, couvre une superficie totale de 7,7 hectares, ce qui fait d'elle la plus vaste piscine du monde selon le livre Guinness des records, après la piscine CityStars de Charm el-Cheikh en Égypte.
Inaugurée en décembre 2006, elle est longue de 1 013 m, profonde de 3,5 m au maximum, et contient 250 millions de litres d'eau de mer (250 000 m3). Cette eau est puisée dans le sous-sol marin, à environ 3 m de profondeur. Elle est renouvelée à raison de 800 000 litres par jour, filtrée et purifiée.
Ses coûts de construction sont estimés à presque deux milliards de dollars US et ses frais annuels de maintenance s'élèveraient à près de quatre millions,.